# Naturdenkmal Quellsumpf
Das Naturdenkmal Quellsumpf mit einer Größe von 0,41 ha liegt östlich von Oberlandenbeck im Stadtgebiet von Eslohe. Das Gebiet wurde 2008 mit dem Landschaftsplan Sundern durch den Hochsauerlandkreis als Naturdenkmal (ND) ausgewiesen.